# Far Eastern Commission
Die Far Eastern Commission (FEC) war das höchste alliierte Verwaltungsgremium während der Besatzungszeit in Japan. Sie wurde nach dem Ende des Pazifikkriegs am 26. Februar 1946 in Washington, D.C. gegründet. Ihre Errichtung ging zurück auf das amtliche Kommuniqué der Moskauer Außenministerkonferenz der Anti-Hitler-Koalition (Great Alliance) vom 27. Dezember 1945.

## Gründung, Mitglieder und Aufgaben
Bereits im Oktober 1945 wurde das Far Eastern Advisory Committee (FEAC) 1945 gebildet. Die Gründung der Far Eastern Commission (FEC) erfolgte zur Jahreswende 1946 nach der Moskauer Konferenz der Außenminister vom Dezember 1945 mit der Aufgabe eines „obersten richtliniensetzenden Organs“ in Fragen der Besetzung Japans unter Beteiligung aller Alliierter, jedoch amerikanischer Dominanz. Ihren Sitz hatte sie in der alten japanischen Botschaft in Washington. Die konstituierende Sitzung fand am 26. Februar 1946 statt. Der erste Vorsitzende war der amerikanische General Frank Ross McCoy.
In der FEC waren Repräsentanten der 11 Hauptsiegermächte des Pazifikkriegs vertreten. Das waren diejenigen Nationen, die die japanische Kapitulationsurkunde mit unterzeichnet hatten, also die USA als Kriegsbeteiligter und Vertreter seiner überseeischen Besitzungen im Pazifik, Frankreich (für seine Kolonie Indochina), die Niederlande (für Niederländisch-Indien), Großbritannien, das auch seine Kolonien mit vertrat, dazu die Dominions Kanada, Neuseeland, Indien und Australien, das auch als Mandatsmacht für Neuguinea auftrat sowie China, vertreten durch das Kuomintang-Regime. Weitere Mitglieder waren die Sowjetunion und das Commonwealth der Philippinen, welches schon vor ihrer Unabhängigkeit im Juli 1946 als Vollmitglied anerkannt wurden. Birma und Pakistan traten später bei.
Unter den Vertretern waren Wei Tao-ming (China), Paul-Émile Naggiar (Frankreich), Herbert Vere Evatt (Australien), Frank Ross McCoy (Vereinigte Staaten von Amerika), Carlos P. Rómulo (Philippinen) und Edward Wood, 1. Earl of Halifax (Großbritannien).
Wichtigste Aufgabe der FEC war die Umsetzung der japanischen Kapitulationserklärung. Es sollte dazu die nichtmilitärischen besatzungspolitischen Direktiven der US-Regierung und des Supreme Commander for the Allied Powers Douglas MacArthur vorbereiten.

## Organisation
Es bestanden ein Lenkungsausschuss (steering committee), ein Sekretariat und sieben Arbeitsausschüsse: Reparationen, Wirtschaft und Finanzen, Rechtswesen, Demokratisierung, Kriegsverbrecher, ansässige Ausländer und Demilitarisierung.
Arbeitsschwerpunkte waren zunächst die japanische Wirtschaft sowie Reparationsfragen und die Demontage der Industrie. Nachdem die Reparationsforderungen der vom japanischen Eroberungskrieg betroffenen Nationen die gesamte japanische Wirtschaftsleistung überstiegen, die japanische Wirtschaft zudem durch Demontage geschwächt wurde, kam die Reparationsfrage im Frühjahr 1949 zum Erliegen.
Erörtert wurde auch die friedliche Nutzung der Kernenergie, die Erarbeitung einer neuen japanischen Verfassung, die Abhaltung von Wahlen, die Stellung der Gewerkschaften sowie Bildungs- und Erziehungsfragen.
Die Aktivitäten der Organisation ließen mit dem Aufkommen des Kalten Krieges schon nach zwei Jahren merklich nach. Während dieser Zeit sind 46 politische Entscheidungen getroffen worden, die im Wesentlichen Maßnahmen von SCAP bestätigten. Mit dem anstehenden Abschluss des Friedensvertrags von San Francisco entfiel die Existenzberechtigung der Organisation.

## Kriegsverbrecherprozesse
Nach der bedingungslosen Kapitulation Japans sollte die FEC auch einen rechtlichen Rahmen zu schaffen, um die japanischen Kriegsverbrecher des Zweiten Weltkriegs zu bestrafen.
Am 4. April 1946 legte der Generalsekretär der FEC Nelson T. Johnson dem amerikanischen Außenministerium einen Vorschlag zum Vorgehen gegen Kriegsverbrecher im Fernen Osten vor (Apprehension, Trial and Punishment of War Criminals in the Far East). Danach sollte der Supreme Commander for the Allied Powers General Douglas MacArthur einen internationalen Militärgerichtshof zur Untersuchung und Verhandlung von Kriegsverbrechen errichten sowie diejenigen Staaten, die von Japan im Krieg erobert und besetzt worden waren, außerdem zur Errichtung nationaler Militärgerichte ermächtigt sein. 

### Kriegsverbrecher der Kategorien A
Aufgrund einer Special Proclamation MacArthurs vom 19. Januar 1946 wurde der Internationale Militärgerichtshof für den Fernen Osten (engl. International Military Tribunal for the Far East IMTFE) mit Sitz in Tokio gegründet. Nach Art. 5 der Charter of the International Military Tribunal for the Far East (Jurisdiction Over Persons and Offenses), entworfen von dem späteren amerikanischen Hauptankläger Joseph B. Keenan, war der Gerichtshof zuständig für Verbrechen gegen den Frieden (Art. 5 a), konventionelle Kriegsverbrechen (Art. 5 b), insbesondere Verstöße gegen die Gesetze und Gebräuche des Krieges sowie für Verbrechen gegen die Menschlichkeit (Art. 5 c). 
Wegen Verbrechen gegen den Frieden Angeklagte wurden danach als Klasse A-Angeklagte bezeichnet, nur wegen konventioneller Kriegsverbrechen Angeklagte als Klasse B-Angeklagte, wegen Verbrechen gegen die Menschlichkeit Angeklagte dagegen als Klasse C-Angeklagte.
Von April 1946 bis November 1948 führte der IMTFE nach der Charter of the International Military Tribunal for the Far East die Tokioter Prozesse gegen die Angeklagten der Kategorie A durch.
Am 12. Januar 1949 wurde der Vorsitzende der FEC McCoy aus dem amerikanischen Außenministerium angewiesen, keine weiteren Verhandlungen gegen Kriegsverbrecher der Kategorie A mehr durchzuführen. Bereits im November 1948 hatten die Amerikaner mit der Entlassung aller noch inhaftierten Kategorie A-Verdächtigen begonnen.

### Kriegsverbrecher der Kategorien B und C
Die Verfolgung und Bestrafung japanischer Kriegsverbrecher der Kategorien B und C (japanisch BC級戦犯) oder deren Helfer oblag nach einer Entscheidung der FEC vom 3. April 1946 den einzelnen von Japan im Krieg eroberten und besetzten Ländern. Jedoch unterstützten sich besonders die angelsächsischen Alliierten bei Ermittlungen gegenseitig. Zu diesem Zweck wurden in Singapur (Dez. 1945) und Tokio (Feb. 1946) War Crimes Sections geschaffen. Verschiedentlich saßen in den einberufenen Kriegsgerichten Offiziere mehrerer Nationen, wenn deren jeweilige Bürger Opfer gewesen waren. Allen Verfahrensrichtlinien ist gemeinsam, dass sie die Verteidigung ein Angeklagter habe „auf höheren Befehl“ (d. h. im Befehlsnotstand) gehandelt nicht zuließen. Weiterhin waren die Beweiswürdigungsgrundsätze gegenüber Friedenszeiten aufgeweicht.
Jedem Land stand es jedoch frei, die Verfahren nach eigenen Regeln durchzuführen, obwohl sich besonders Amerikaner (SCAP) und Briten an die Richtlinie vom 3. Mai 1946 anlehnten. Es gab teilweise unterschiedliche Definitionen was als Kriegsverbrechen zu betrachten sei. So stand z. B. die Menschenfresserei von Anfang an auf der Liste der Verbrechen, die bei den Kriegsverbrecherprozessen in Neuguinea unter australischer Regie strafbar waren. Die vom Supreme Commander for the Allied Powers erlassenen Vorschriften, gültig für die Verhandlungen in Manila, Yokohama (unter Regie der 8. US-Armee) und auf Guam (US Navy), erfassten dies zunächst nicht. Französische Kriegsgerichte in Saigon urteilten nach den Bestimmungen des Code pénal und Code de Justice Militaire für Kriegszeiten. Die Kriegsverbrecherprozesse in Niederländisch-Indien fanden nach einem speziell geschaffenen Sonderrecht statt.
Eine der Empfehlungen des FEC war, dass, nach dem 30. Juni 1949, keine neuen Prozesse mehr beginnen sollten und sämtliche Verfahren bis 30. September – in Ausnahmefällen zum Jahresende – abgeschlossen sein sollten. Nicht nur die Sowjetunion, deren einziger Prozess in Chabarowsk erst im Dezember stattfand, sondern auch die Philippinen und Australien hielten diese Frist nicht ein. Den Australiern wurde angedroht, die im Sugamo-Gefängnis einsitzenden Beschuldigten würden zum November 1949 freigelassen, falls ihnen nicht baldigst der Prozess gemacht werden könne. Es wurden daher zwischen Juni 1950 bis Mai 1951 die letzten 113 Angeklagten auf die Insel Manus verbracht und abgeurteilt.